# Volvo LV71
Volvo LV71 är en lastbil, tillverkad av den svenska biltillverkaren Volvo mellan 1932 och 1935.

## Historik
Våren 1932 introducerades LV71-serien. Bilen byggdes med två olika hjulbaser: 3,4 och 4,1 m. Den fanns i två viktklasser: LV71 och LV72 med en lastvikt på 2,5 ton samt LV73 och LV74 med en lastvikt på 3 ton.
LV71-serien omfattade även Volvos första frambyggda lastbil, LV75. Här hade hytten flyttats framåt så att föraren satt bredvid motorn istället för växellådan som på en normalbyggd bil. Fördelen är att lasten fördelas bättre mellan fram- och bakaxel, med lägre axeltryck bak som följd.

## Motorer
| Modell  | Årsmodell | Motor                 | Cylindervolym | Effekt | Bränslesystem   |
| ------- | --------- | --------------------- | ------------- | ------ | --------------- |
| LV71-75 | 1932-35   | EB: 6-cyl radmotor sv | 3366 cm³      | 65 hk  | Enkel förgasare |

## Bilder

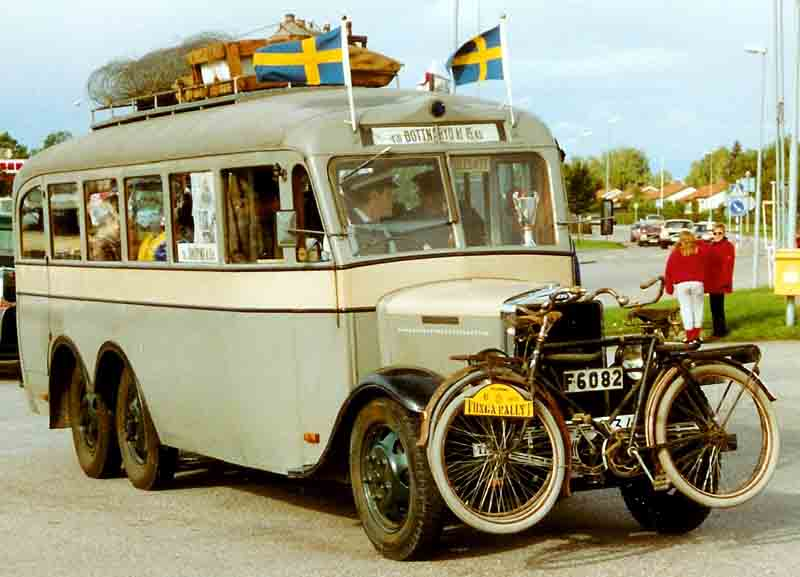
Volvo LV72 buss 1935
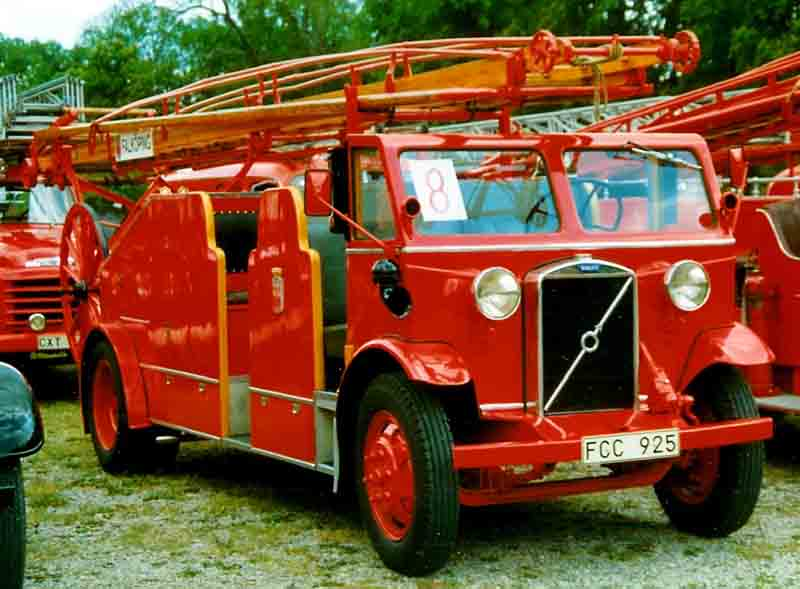
Volvo LV75 brandbil 1934